# Stående bølge
En stående bølge er en vilkårlig form for bølge, der ikke bevæger sig i nogen retning, men i stedet er begrænset til dens udbredelse i øjeblikket. Bølgen svinger altså kun på tværs af bevægelsesretninger ved simpel harmonisk svingning. Imellem to udsving vil der stadig være visse knudepunkter, der ikke bevæger sig, og som minimum vil enderne altid være fikserede.